# Lacipa bizonoides
Lacipa bizonoides är en fjärilsart som beskrevs av Butler 1893. Lacipa bizonoides ingår i släktet Lacipa och familjen tofsspinnare. Inga underarter finns listade i Catalogue of Life.